# Canon EOS 700D
A Canon EOS 700D, conhecida como Kiss X7i no Japão ou como Rebel T5i nas Américas, é uma câmera reflex digital de 18.0 megapixels feita pela Canon. Foi anunciada em 21 de março de 2013 com um preço de varejo sugerido de US$ 849,00. Como parte da linha digital Canon EOS de três dígitos  Rebel, é a sucessora da EOS 650D / Kiss X6i / Rebel T4i e antecessora da EOS 750D / Kiss X8i / Rebel T6i e EOS 760D / EOS 8000D / Rebel T6s.

## Recursos
A 700D tem um conjunto de recursos quase idêntico ao da antiga 650D. De acordo com o fotógrafo e escritor de tecnologia Gordon Laing,
É justo dizer que não muito mudou entre a T5i / 700D e sua antecessora. Na verdade, elas são idênticas, exceto por três mudanças: um novo dial que pode girar em 360 graus, pré-visualizações de filtros criativos no Live View e um novo revestimento externo herdado de modelos de gama média como a 60D para fornecer um acabamento durável.

A 700D, no entanto, foi introduzida com um novo kit de lente- uma nova versão da EF-S 18-55mm que emprega a tecnologia STM (motor de passo) da Canon e também (pela primeira vez em uma lente Canon 18-55mm) uma seção frontal que não gira.

Outras funcionalidades:
- 18.0 megapixel efetivo APS-C sensor CMOS
- 9 pontos de AF, todos do tipo cruzado f/5.6. Ponto central é de alta precisão dupla tipo-cruz em f/2.8 ou mais rápido
- DIGIC 5 processador de imagem de 14bits
- ISO 100 – 12800 sensibilidade, estende-se até ISO 25600
- 95% do visor de cobertura pelo viewfinder com 0,85 x ampliação
- 1080p Full HD para gravação de vídeo a 30fps, 25p (25 Hz) e 30p (29.97 Hz)
- 720p gravação de vídeo HD a 60p (59.94 Hz) e 50p (50 Hz)
- 480p ED gravação de vídeo em 30p e 25p
- 5.0  quadros por segundo de disparo contínuo
- 3.0 polegadas Vari-angle Clear View LCD II visor touchscreen com 1.04-megapixel de resolução.
- Conector de  3,5 mm para microfones externos ou gravadores

As diferenças são comparadas com a EOS 650D:
- Visualização em tempo Real dos Filtros Criativos no modo de Visualização ao Vivo
- Redesenhado novo selector de modo que pode girar 360 graus
- Nova textura de acabamento no corpo